# Kristina Dovidaitytė
Kristina Dovidaitytė (* 30. Oktober 1985) ist eine litauische Badmintonspielerin.

## Karriere
Kristina Dovidaitytė gewann trotz ihrer Hörbehinderung  in Litauen zahlreiche nationale Titel. Große Erfolge feierte sie bei den Deaflympics und den Weltmeisterschaften der Hörbehinderten, wo sie sich mehrfach Edelmetall erkämpfen konnte, unter anderem zusammen mit ihrem ebenfalls hörbehinderten Bruder Tomas Dovydaitis (* 1983). Die Geschwister lernten an der Litorinos-Schule in der litauischen Hafenstadt Klaipėda.

## Sportliche Erfolge
| Saison | Veranstaltung                        | Disziplin   | Platz | Name |
| ------ | ------------------------------------ | ----------- | ----- | --- |
| 2000   | Litauen: Einzelmeisterschaften       | Damendoppel | 1     | Kristina Dovidaitytė / Neringa Karosaitė                                                                                     |
| 2001   | Deaflympics                          | Dameneinzel | 3     | Kristina Dovidaitytė |
| 2001   | Litauen: Einzelmeisterschaften       | Damendoppel | 1     | Kristina Dovidaitytė / Neringa Karosaitė                                                                                     |
| 2001   | Litauen: Juniorenmeisterschaften     | Mixed       | 1     | Kęstutis Navickas / Kristina Dovidaitytė                                                                                     |
| 2002   | Litauen: Juniorenmeisterschaften     | Mixed       | 1     | Tomas Dovydaitis / Kristina Dovidaitytė                                                                                      |
| 2002   | Litauen: Juniorenmeisterschaften     | Damendoppel | 1     | Kristina Dovidaitytė / Ugnė Urbonaitė                                                                                        |
| 2002   | Litauen: Einzelmeisterschaften       | Damendoppel | 1     | Kristina Dovidaitytė / Neringa Karosaitė                                                                                     |
| 2003   | Litauen: Juniorenmeisterschaften     | Dameneinzel | 1     | Kristina Dovidaitytė |
| 2003   | Weltmeisterschaft der Hörbehinderten | Damendoppel | 2     | Kristina Dovidaitytė / Jevgenija Novik                                                                                       |
| 2003   | Weltmeisterschaft der Hörbehinderten | Dameneinzel | 2     | Kristina Dovidaitytė |
| 2003   | Weltmeisterschaft der Hörbehinderten | Mixed       | 1     | Tomas Dovydaitis / Kristina Dovidaitytė                                                                                      |
| 2003   | Litauen: Juniorenmeisterschaften     | Damendoppel | 1     | Kristina Dovidaitytė / Aušra Vaičiūnaitė                                                                                     |
| 2003   | Litauen: Einzelmeisterschaften       | Damendoppel | 1     | Ugnė Urbonaitė / Kristina Dovidaitytė                                                                                        |
| 2004   | Litauen: Juniorenmeisterschaften     | Mixed       | 1     | Šarūnas Bilius / Kristina Dovidaitytė                                                                                        |
| 2004   | Litauen: Juniorenmeisterschaften     | Dameneinzel | 1     | Kristina Dovidaitytė |
| 2004   | Lithuanian International             | Damendoppel | 1     | Kristina Dovidaitytė / Kati Tolmoff                                                                                          |
| 2005   | Litauen: Einzelmeisterschaften       | Mixed       | 1     | Donatas Narvilas / Kristina Dovidaitytė                                                                                      |
| 2005   | Deaflympics                          | Mixed       | 2     | Tomas Dovydaitis / Kristina Dovidaitytė                                                                                      |
| 2005   | Lithuanian International             | Damendoppel | 1     | Kristina Dovidaitytė / Akvilė Stapušaitytė                                                                                   |
| 2005   | Deaflympics                          | Dameneinzel | 1     | Kristina Dovidaitytė |
| 2005   | Deaflympics                          | Damendoppel | 3     | Jevgenija Novik / Kristina Dovidaitytė                                                                                       |
| 2007   | Litauen: Einzelmeisterschaften       | Damendoppel | 1     | Gerda Voitechovskaja / Kristina Dovidaitytė                                                                                  |
| 2007   | Weltmeisterschaft der Hörbehinderten | Dameneinzel | 1     | Kristina Dovidaitytė |
| 2007   | Weltmeisterschaft der Hörbehinderten | Mixed       | 2     | Tomas Dovydaitis / Kristina Dovidaitytė                                                                                      |
| 2007   | Weltmeisterschaft der Hörbehinderten | Mannschaft  | 3     | Litauen (Tomas Dovydaitis, Kristina Dovidaitytė, Emilija Mateikaitė, Viktorija Novik, Kazimieras Dauskurtas)                 |
| 2008   | Litauen: Einzelmeisterschaften       | Damendoppel | 1     | Gerda Voitechovskaja / Kristina Dovidaitytė                                                                                  |
| 2009   | Deaflympics                          | Mannschaft  | 3     | Litauen (Tomas Dovydaitis, Ignas Reznikas, Kristina Dovidaitytė, Kazimieras Dauskurtas, Emilija Mateikaitė, Viktorija Novik) |
| 2009   | Deaflympics                          | Dameneinzel | 3     | Kristina Dovidaityte |
| 2010   | Litauen: Einzelmeisterschaften       | Mixed       | 1     | Donatas Narvilas / Kristina Dovydaitytė                                                                                      |
| 2010   | Litauen: Einzelmeisterschaften       | Damendoppel | 1     | Gerda Voitechovskaja / Kristina Dovidaitytė                                                                                  |
| 2011   | Litauen: Einzelmeisterschaften       | Damendoppel | 1     | Gerda Voitechovskaja / Kristina Dovidaitytė                                                                                  |